# Festival d'Angoulême 1975
La deuxième édition du Salon international de la bande dessinée s'est tenu à Angoulême du 23 au 26 janvier 1975. Le grand prix de la ville d'Angoulême est remis à l'Américain Will Eisner, créateur du Spirit alors semi-retraité.

## Affiche
- André Franquin, grand prix l'année précédente, dessine l'affiche du festival.

## Palmarès
Le jury décernant les prix est composé de Jean-Pierre Dionnet, Pierre Pascal, Henri Filippini, Francis Groux (France), André Leborgne (Belgique), David Pascal (USA), Luis Gasca (Espagne), Vasco Granja (Portugal), Rainaldo Traini (Italie) représenté par Claudio Bertieri, Ervin Rustemagic (Yougoslavie) et Francisco de la Fuente (Suisse).
- Grand prix : Will Eisner
- Dessinateur français : Jacques Tardi
- Scénariste français : Claire Bretécher
- Éditeur français : Futuropolis
- Dessinateur étranger : Dino Battaglia
- Scénariste étranger : Sydney Jordan
- Éditeur étranger : Sugar
- Espoir de la BD : Annie Goetzinger

## Déroulement du festival
- André Franquin qui a dessiné l'affiche du Salon international de la bande dessinée représentant Gaston conduit la voiture de Gaston dans les rues du vieil Angoulême[1].
- Dans Le Monde, Bruno Frappat écrit : « La principale qualité de la bande dessinée est d'être le moins prétentieux des genres littéraires. ».
- Jacques Martin, auteur d'Alix, brûle une planche originale après en avoir signé une centaine de reproductions.
- Vaughn Bodé donne un « Cartoon Concert ».
- Le salon a attiré 15 000 visiteurs[1].